# Kanton Malicorne-sur-Sarthe
Kanton Malicorne-sur-Sarthe is een voormalig kanton van het Franse departement Sarthe. Kanton Malicorne-sur-Sarthe maakte deel uit van het arrondissement La Flèche en telde 9066 inwoners (1999). Het werd opgeheven bij decreet van 24 februari 2014 met uitwerking op 22 maart 2015.

## Gemeenten
Het kanton Malicorne-sur-Sarthe omvatte de volgende gemeenten:
- Arthezé
- Bousse
- Courcelles-la-Forêt
- Dureil
- Le Bailleul
- Ligron
- Malicorne-sur-Sarthe (hoofdplaats)
- Mézeray
- Noyen-sur-Sarthe
- Saint-Jean-du-Bois
- Villaines-sous-Malicorne